# Tereza Kerndlová
Tereza Kerndlová (* 6. října 1986 Brno) je česká zpěvačka, dcera jazzového a swingového zpěváka Ladi Kerndla.
V červnu 2001 začala zpívat se skupinou Black Milk s Terezou Černochovou a Helenou Zeťovou. Vydaly album Modrej dým, v roce 2002 získaly Českého slavíka v kategorii Objev roku. V roce 2003 vydala kapela Black Milk album Sedmkrát. Na jaře roku 2005 se kapela Black Milk rozpadla a Tereza Kerndlová natočila své sólové album Orchidej, které vyšlo 27. března 2006. Tereza se poté stala na rok tváří značky Maybelline New York. V roce 2007 vydala Tereza album Have Some Fun, ze kterého nejprve vydala cover verzi songu Careless Whisper. Koncem roku 2007 Tereza začala vypouštět do rádií další singl z desky Have some fun se stejnojmenným názvem.
Byla nominována na Eurosong, aby reprezentovala Českou republiku v soutěži Eurovision Song Contest. 26. ledna 2008 v televizním souboji Eurosong zvítězila a v květnu reprezentovala Českou republiku v druhém semifinále Eurovize. Nakonec skončila s devíti body na předposledním osmnáctém místě a do finálové části soutěže se nedostala.
V listopadu 2008 vydala CD Retro se singlem Anděl. V dubnu 2009 vyšel klip k novému singlu Holka jako já, který vypráví příběh z anglické letecké základny za druhé světové války. Tereza Kerndlová v něm tancuje lindy hop.
V listopadu 2009 vyšlo DVD 50 minut pro tebe.
24. 10. 2011 vydala album Schody z nebe. Z alba pochází stejnojmenná skladba Schody Z Nebe a song Přísahám.

## Diskografie

### Studiová alba
- Orchidej (2006)
- Have Some Fun (2007)
- Retro (2008)
- Schody z nebe (2011)
- Singles Collection (2013)
- S tebou (2018)
- Diamanty (2025)

### Singly
- Orchidej (2006)
- Careless Whisper (2007)
- Have Some Fun (2007)
- Anděl (2008)
- Holka jako já (2009)
- Já chci jen to co chci (2010)
- Schody z nebe (2010)
- Přísahám (2011)
- Všetko sa dá feat. Mišo Biely (2012)
- Klid, mír a pokora feat. Richard Müller (2012)
- Tepe srdce mý (2012)
- Klišé z plyše (2013)
- Být či nebýt feat. Mafia Corner (2014)
- Nejsme to my (2015), spolu s rapperem El Nino
- Přibliž mě blíž (2017)
- Ve frontě na sny (2019), spolu s rapperem Kali
- Jméno (2020)